# Diocesi di Roscrea
La diocesi di Roscrea (in latino: Dioecesis Rosgrensis) è una sede soppressa e sede titolare della Chiesa cattolica. Per la sede titolare, immutato il latino, si usa la grafia Ros Cré.

## Territorio
La diocesi si estendeva sul territorio della tribù O'Carroll.
Sede vescovile era la città di Roscrea, nell'odierna contea di Tipperary.

## Storia
Il primo vescovo-abate di Roscrea fu san Cronan che è menzionato verso il 610. Egli è anche l'unico vescovo noto di Roscrea. Il monastero di Roscrea era affiancato da una famosa scuola monastica.
Non è nominata fra le diocesi stabilite dal sinodo di Rathbreasail del 1111.
Il sinodo di Kells del 1152 riconobbe la diocesi di Roscrea come suffraganea dell'arcidiocesi di Cashel, ma già verso il 1160 la diocesi fu incorporata nella diocesi di Killaloe.
Dal 1969 Roscrea è annoverata tra le sedi vescovili titolari della Chiesa cattolica con il nome di Ros Cré; dal 18 giugno 2013 il vescovo titolare è Johannes Wübbe, vescovo ausiliare di Osnabrück.

## Cronotassi

### Vescovi
- San Cronan † (menzionato nel 610 circa)

### Vescovi titolari
- Dominic Joseph Conway † (16 ottobre 1970 - 12 marzo 1971 nominato vescovo di Elphin)
- Philip James Anthony Kennedy † (29 gennaio 1973 - 23 marzo 1983 deceduto)
- Patrick Joseph Walsh † (6 aprile 1983 - 18 marzo 1991 nominato vescovo di Down e Connor)
- Ramon Cabrera Argüelles (26 novembre 1993 - 14 maggio 2004 nominato arcivescovo di Lipa)
- Heiner Koch (17 marzo 2006 - 18 gennaio 2013 nominato vescovo di Dresda-Meißen)
- Johannes Wübbe, dal 18 giugno 2013